# Hanna Beliayeva
Hanna Beliayeva, née le 28 avril 1987, est une lutteuse azerbaïdjanaise.

## Palmarès

### Championnats d'Europe
- Médaille de bronze en catégorie des moins de 63 kg en 2013 à Tbilissi
- Médaille de bronze en catégorie des moins de 67 kg en 2008 à Tampere